# Tibouchina paleacea
Tibouchina paleacea là một loài thực vật có hoa trong họ Mua. Loài này được (Triana) Cogn. miêu tả khoa học đầu tiên năm 1885.